# Les Griffes d'acier
Pour plus de détails, voir Fiche technique et Distribution.
Les Griffes d'acier (黃飛鴻之鐵雞鬥蜈蚣, Wong Fei-hung chi tit gai dau neung gung), est un film hongkongais réalisé par Wong Jing et Yuen Woo-ping, sorti le 1er avril 1993.

## Synopsis
Wong Fei-Hung a maintenant son école de Kung-Fu, mais cette dernière devient trop petite pour ses nombreux élèves. Deux de ses disciples parviennent à trouver un accord avec le propriétaire d'une maison inoccupée. L'école change donc d'emplacement... Malheureusement, l'école de Fei-Hung est à côté d'un "bordel", ce qui est pour lui inacceptable. De plus, un nouveau général veut absolument sa perte, et ce, pour laisser libre cours à ses trafics...

## Fiche technique
- Titre : Les Griffes d'acier
- Titre anglais : Claws of Steel
- Titre original : 黃飛鴻之鐵雞鬥蜈蚣 (Wong Fei-hung chi tit gai dau neung gung)
- Réalisation : Wong Jing et Yuen Woo-ping
- Scénario : Wong Jing
- Production : Jet Li et Stephen Siu
- Musique : Lui Tsung-Tak
- Photographie : Tom Lau et Jingle Ma
- Montage : Inconnu
- Pays d'origine : Hong Kong
- Format : Couleurs - 1,85:1 - Stéréo - 35 mm
- Genre : Action, comédie
- Durée : 111 minutes
- Date de sortie : 1er avril 1993 (Hong Kong)

## Distribution
- Jet Li (VF : Pierre-François Pistorio) : Wong Fei-hung
- Danny Chan : Mr Pimp
- Dicky Cheung : So
- Sharla Cheung (VF : Déborah Perret) : Ti Yi-Er
- Chu Chung-Shun : Ching Wa
- Chung Fat : Yuen Long
- Chu Tiet-Wo : Chow Hung
- Gnong Kau Chai : Officier Lui
- Julie Lee : Hooker
- Bryan Leung : Leung Fu
- Gordon Liu : Liu-Heung
- Mike V. Szuc : Client chez le tailleur
- Anita Yuen : Mlle Neuf
- Yuen King-Tan : Madame